# Volksdans

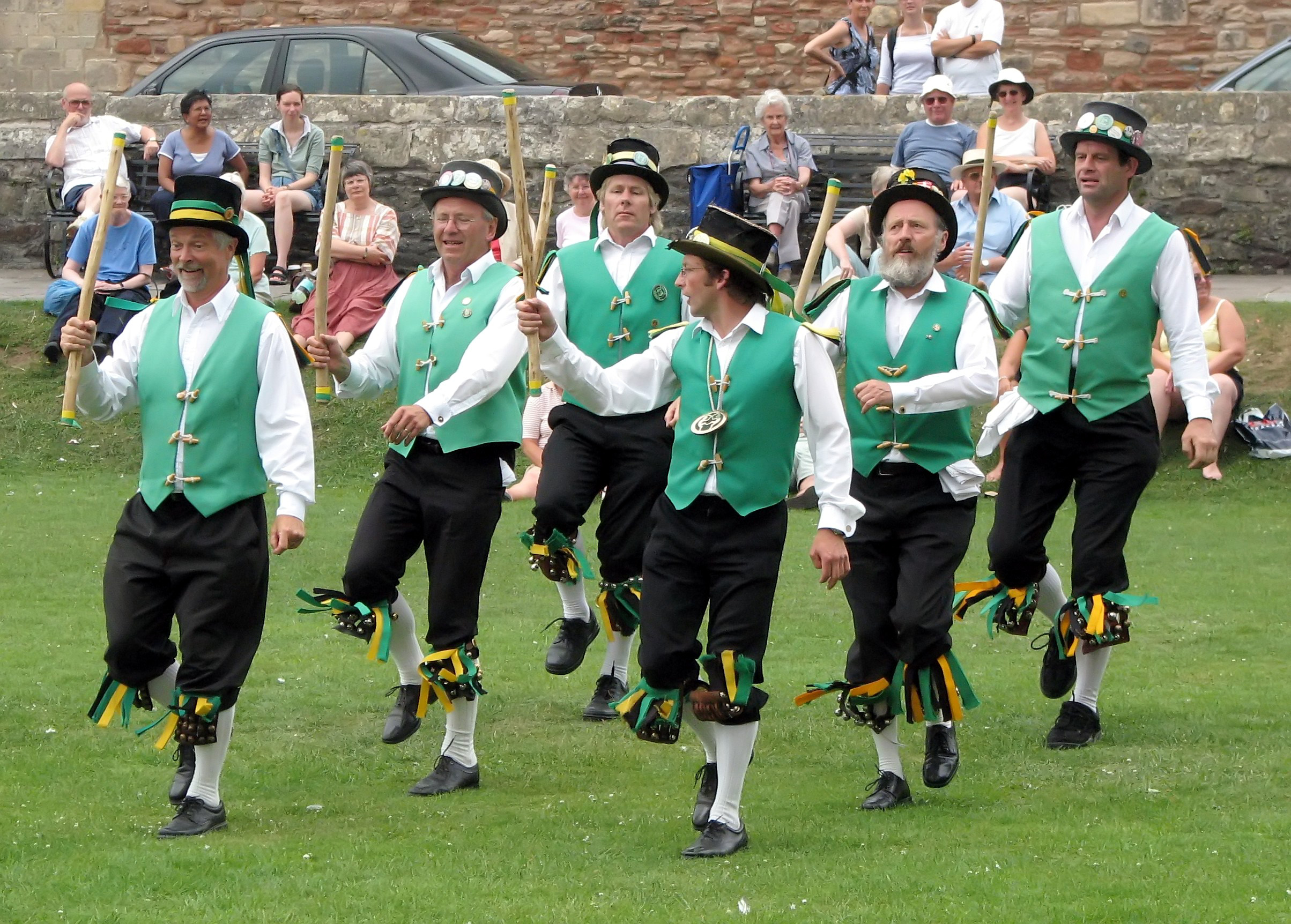
Morris dance in Wells

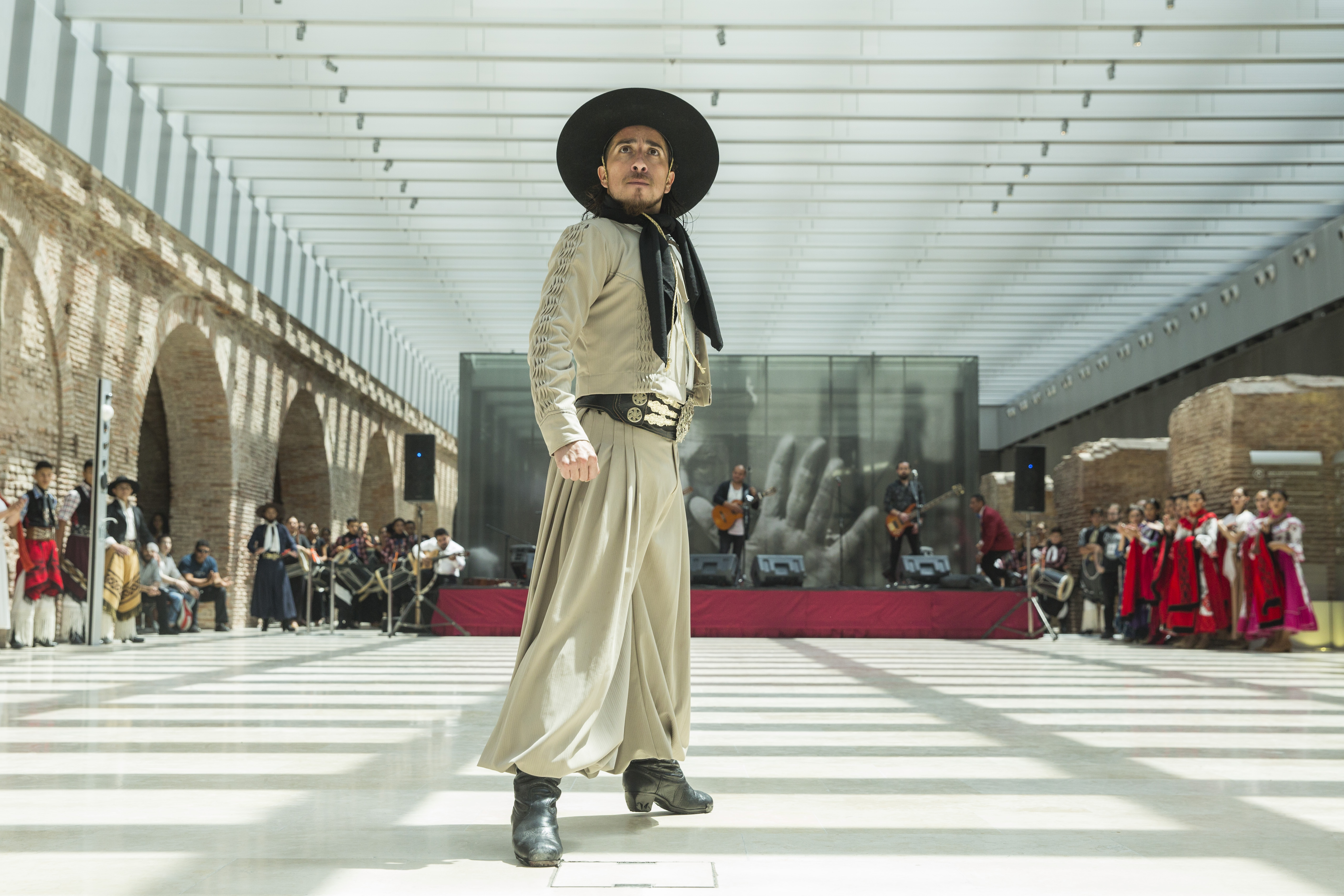
Malambo, Argentijnse volksdans

Onder volksdans en volksdansen verstaat men doorgaans de traditionele dansen van een bepaalde streek of land. De muziek waarop gedanst wordt, wordt doorgaans aangeduid met volksmuziek.
- Nederlandse volksdans
- Vlaamse volksdans
- Folklorefestivals in Nederland en België
- Internationale volksdans
- Hula
- Boombal
- Balfolk
- Lijst van volksdansen die in Vlaanderen gedanst worden
- Line dance, dat rond 2000 populair werd, kan als een moderne vorm van volksdansen worden gezien.